# دیوید روخا
دیوید روخا (انگلیسی: David Rocha؛ زادهٔ ۷ فوریهٔ ۱۹۸۵) بازیکن فوتبال اهل اسپانیا است.
از باشگاه‌هایی که در آن بازی کرده‌است می‌توان به باشگاه خیمناستیک تاراگونا، باشگاه فوتبال آلباسته بالومپیه، و هیوستون دینامو اشاره کرد.